# لمور یالدار سیاه‌وسفید

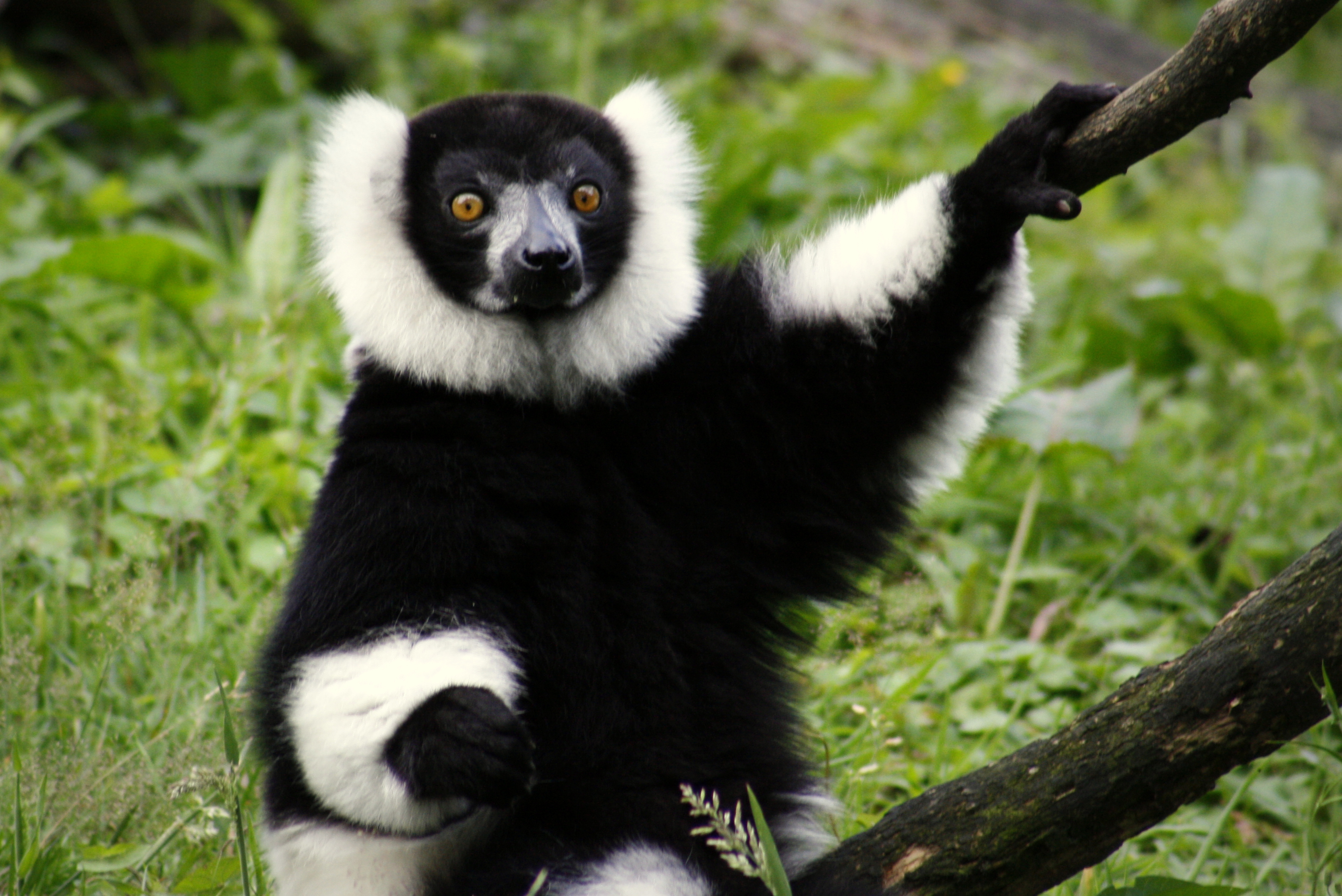
نوجوان

لمور یالدار سیاه‌وسفید (نام علمی: Varecia variegata) یک گونه در حال انقراض لمور یالدار است که یکی از دو گونه بومی جزیره ماداگاسکار است. برخلاف داشتن دامنه گستره‌تر از لمور یالدار سرخ، جمعیت بسیار کوچک‌تری دارد که در تراکم جمعیت کمتری زندگی می‌کنند و از نظر تولیدمثلی جدا هستند. همچنین در پارک‌های ملی بزرگ از پوشش و حفاظت کمتری نسبت به لمور یالدار سرخ برخوردار است. از زمانی که لمور یالدار سرخ در سال ۲۰۰۱ به وضعیت گونه‌ای ارتقا یافت، سه زیرگونه از لمور یالدار سیاه‌وسفید شناسایی شده‌است

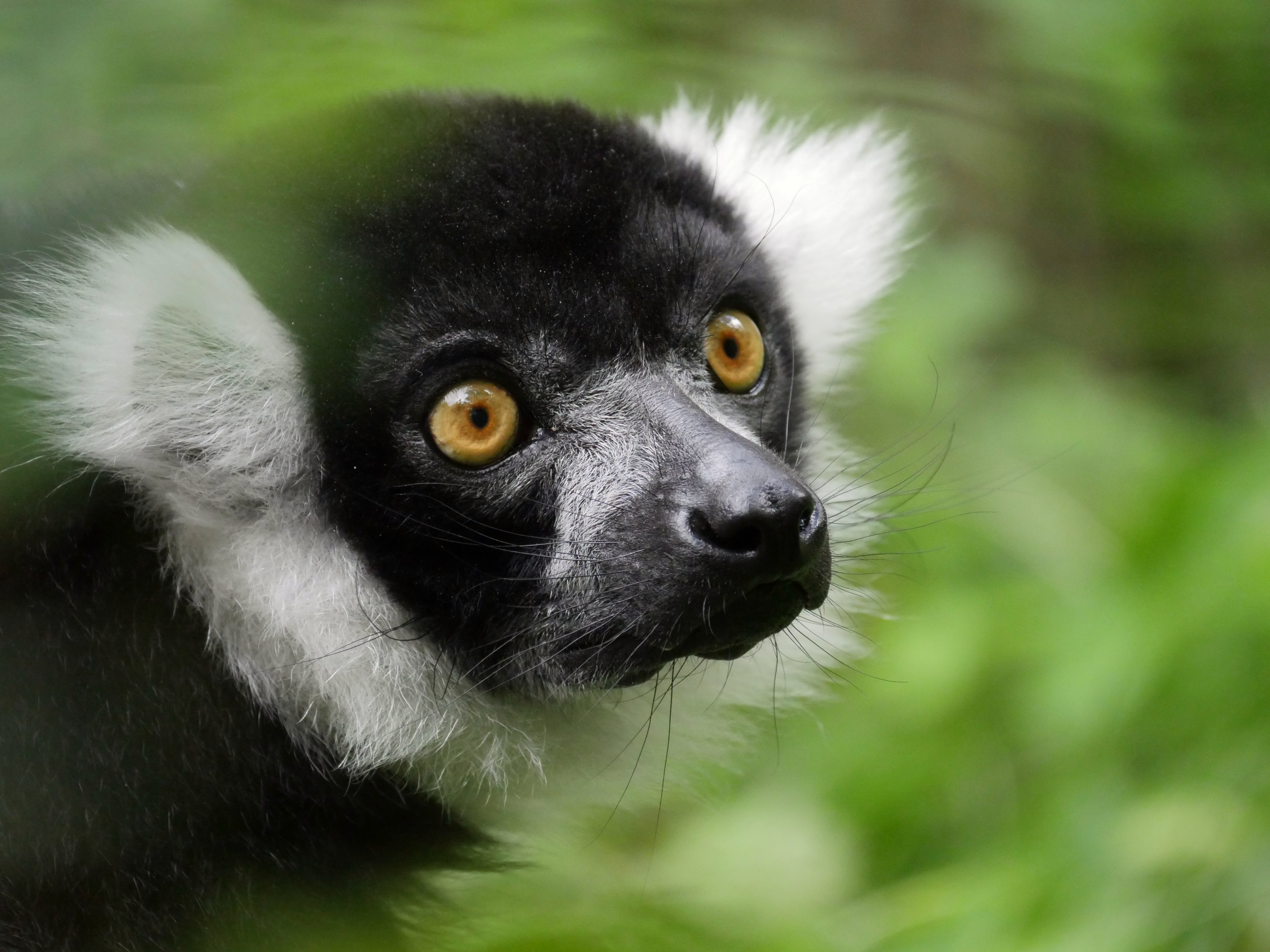
نمای نزدیک از سر

لمور یالدار سیاه‌وسفید توسط شهباز هنست (Accipiter henstii)، فوسا (Cryptoprocta ferox)، خدنگ دم‌حلقه‌ای (Galidia elegans) و خدنگ‌نمای دم‌قهوه‌ای (Salanoia concolor) شکار می‌شود. رفتار لانه‌سازی بیشترین خطر را برای شکارچیان به ویژه شکارچیان پستاندار دارد.